# 北島康介
北島 康介（きたじま こうすけ、1982年〈昭和57年〉9月22日 - ）は、日本の元競泳選手。アテネオリンピック並びに北京オリンピック100m平泳ぎ、200m平泳ぎの2連覇2冠の金メダリスト。国際水泳殿堂。妻は元girl next door（解散）の千紗。

## 略歴
東京都荒川区出身で、実家は西日暮里で精肉店「肉のきたじま」（株式会社北島商店）を経営（2023年閉業）。文京区の区立千駄木小学校、文林中学校、本郷高校、日本体育大学体育学部体育学科卒業。大学卒業後、日体大大学院に進んだが、選手活動に専念するため2006年に中退。
5歳から東京スイミングセンター（東京SC）で水泳を始め、中学2年生の時に、東京SCのコーチ平井伯昌に才能を見出される。
高校3年生で2000年シドニーオリンピックに出場し、100m平泳ぎ4位入賞という日本新記録を果たした。2004年アテネオリンピックと2008年北京オリンピックにおいて100m・200m平泳ぎで金メダルを獲得し、オリンピック史上初の平泳ぎ2大会連続2種目制覇を果たす（オリンピック2大会連続2種目制覇は日本人史上初であり、同種目2大会連続制覇は世界初である）。
2005年度から日本オリンピック委員会が始めた選手強化キャンペーンのシンボルアスリート制度を用いず、2005年4月から日本コカ・コーラと所属契約を結ぶことになり、日本人初のプロスイマーとなった。スイミングキャップやレーシングゴーグル、水着にCoca-Colaのロゴを入れて大会に出場する。2011年4月からは、AQUARiUSのロゴを入れて大会に出場している。競技生活を仕事とするプロ選手である。北京オリンピックまでは東京SCを拠点にトレーニングしていたが、休養から明けてトレーニングを再開した（2009年9月）以降は南カリフォルニア大学を拠点としていた。ロンドンオリンピック後は拠点を日本国内に戻した。
2012年12月31日、girl next door（当時）の千紗との婚約を発表。翌年9月22日に婚姻届を提出した（この日は北島の31歳の誕生日でもある）。
2014年5月に第1子となる女児が誕生。
2014年6月27日、東京都水泳協会理事に就任。
現在は株式会社IMPRINT（インプリント、東京都渋谷区）の代表取締役社長を務めており、東京都内の公共プールやスポーツクラブのプールを貸切で利用するスイミングクラブを設立している。
2016年4月8日、日本選手権兼リオデジャネイロオリンピック代表選手選考会の男子200メートル決勝で5位となり、5大会連続の五輪出場を逃したことを受けて、「自分は引いて、この後世界で戦う選手を応援したい」「悔いはない」と語り、現役引退を表明した。
2018年6月22日、東京都水泳協会副会長に就任。
2020年6月26日、東京都水泳協会会長に就任。
東京フロッグキングス、ゼネラルマネジャー就任。
2023年3月14日、国際水泳殿堂から表彰された。

## 主な戦績
ここに掲載するのは長水路大会のみとする。

### 2000年
- 日本選手権100m平泳ぎで当時の第一人者である林享を日本記録で破り初優勝。シドニー五輪で同競技決勝に進出し、4位入賞。

### 2001年
- 日本選手権 男子50、100、200m平泳ぎ全てに優勝。
- 7月22日第9回世界水泳選手権競泳競技 26日の男子200m平泳ぎ2分11秒21で銅メダル。

### 2002年
- 日本選手権 昨年に続き男子50、100、200m平泳ぎ全てに優勝。
- 8月24日第9回パンパシフィック水泳選手権 25日の男子100m平泳ぎ1分00秒36で優勝。
- 9月29日2002年アジア競技大会 10月2日の男子200m平泳ぎ2分09秒97でマイク・バローマンの世界記録（英語版）（当時）を10年ぶりに更新し優勝。初めて世界記録保持者となった。同大会MVPとなる。

### 2003年
- 日本選手権 3年連続で男子50、100、200m平泳ぎ全てに優勝。
- 7月20日第10回世界水泳選手権競泳競技 21日の男子100m平泳ぎ59秒78でロマン・スロードノフ（英語版）の世界記録（英語版）（当時）を更新し、金メダル。続く25日の男子200m平泳ぎ2分09秒42世界記録（当時）で金メダル（世界選手権の直前に200m平泳ぎの世界記録を別の選手に更新されていたが北島はそれをものともせずに奪い返した）。最終日27日の男子400mメドレーリレーで日本記録（当時）を更新し、銅メダル。

### 2004年
- 日本選手権 4年連続で男子50、100、200m平泳ぎ全てに優勝（史上最高記録）。
- オリンピック直前にアメリカのブレンダン・ハンセンが100m平泳ぎ・200m平泳ぎで北島の持つ世界記録を更新した。しかし、北島は前年も自分の世界記録を更新されながらも世界選手権で優勝していた。この経験から落ち着いてオリンピックのレースに臨むことができ、金メダルを2枚獲得できた要因の一つとなったという。
- 8月15日アテネオリンピック 男子100m平泳ぎ1分00秒08で金メダル。レース後のインタビューで「チョー気持ちいい（超気持ちいい）、鳥肌ものです」とコメント。ちなみにこの「チョー気持ちいい（超気持ちいい）」は、この年の新語・流行語大賞の年間大賞に選ばれ、2010年に集計された「印象に残っている流行語」で第3位に選ばれている[11]。
- 8月18日同大会 男子200m平泳ぎ2分09秒44でオリンピック記録（当時）を更新し、二冠を達成（2位以下を1秒以上突き放す）。なお、100m平泳ぎ及び200m平泳ぎではともに世界記録を奪い返すことができず、再び世界記録を更新することが今後の課題の一つとなった。
- 8月21日同大会 男子400mメドレーリレーで銅メダル。

### 2005年
- 4月21日JAPAN SWIM 2005（第11回世界水泳選手権選考会兼ねる） 男子200m平泳ぎ決勝レースに出場も3位に甘んじこの競技の自力での世界選手権出場を逃す。続く23日の男子50m平泳ぎは28秒03秒で本大会5連覇目（史上最高記録）を達成。続く24日の男子100m平泳ぎ1分00秒89で本大会6連覇目を達成。
- 7月24日第11回世界水泳選手権競泳競技 25日の男子100m平泳ぎ59秒53で銀メダル。続く27日の男子50m平泳ぎ27秒78で日本記録（当時）を更新し銅メダル。最終日31日の男子400mメドレーリレーは平泳ぎを59秒19で泳ぎ銅メダル。

### 2006年
- 4月20日JAPAN SWIM 2006 男子200m平泳ぎで2年連続の敗戦。続く22日の50m平泳ぎでも敗れる。続く23日の100m平泳ぎ1分00秒71で優勝し、辛うじてパンパシフィック水泳選手権の代表権を手に入れる。
- 8月17日第10回パンパシフィック水泳選手権 18日の男子100m平泳ぎ1分00秒90で3位。続く最終日20日の男子200m平泳ぎ2分10秒87で準優勝。同日の男子400mメドレーリレー3分35秒70で準優勝。
- 12月1日2006年アジア競技大会 3日の男子50m平泳ぎ28秒38で準優勝。男子100m平泳ぎ1分01秒13で優勝。男子200m平泳ぎ2分12秒05で優勝。

### 2007年
- 3月25日第12回世界水泳選手権競泳競技 26日の男子100m平泳ぎ59秒96で銀メダル。続く30日の男子200m平泳ぎ2分09秒80で金メダル。最終日4月1日の男子400mメドレーリレーで銀メダル。
- 4月5日JAPAN SWIM 2007 男子200m平泳ぎ2分11秒04で2年ぶりの優勝。男子100m平泳ぎ1分00秒34で本大会8連覇目を達成。男子50m平泳ぎには出場せず。世界選手権の直後に日本選手権が開催されたため、調子をあわせるのが大変であったという。

### 2008年
- 4月15日JAPAN SWIM 2008 男子200m平泳ぎ2分08秒84の日本記録で優勝。男子100m平泳ぎ59秒67で本大会9連覇目を達成（史上最高記録）。この結果をもって北京オリンピックの代表に選出された。
- 6月8日ジャパンオープン 男子200m平泳ぎで、SPEEDO社のレーザー・レーサーを着用して挑み、5年ぶりとなる2分07秒51の世界記録を樹立。2年前にパンパシフィック選手権にて隣のコースでアメリカのブレンダン・ハンセンが記録した従来の世界記録を0.99も更新した。
北島の世界新記録は、日本人選手が国内長水路レースで記録したものとしては、1972年7月21日の「日本水泳選手権競技大会」で青木まゆみが女子100mバタフライで記録して以来、36年ぶりだった。
- 8月11日北京オリンピック 男子100m平泳ぎで、ノルウェーの新鋭アレクサンドル・ダーレ・オーエンらを振り切り、人類史上初、59秒の壁を破る58秒91の世界新記録で金メダル。「世界記録を出し、金メダルを獲得する」という試合前の予告をその通りに果たした。男子100m平泳ぎの大会2連覇は世界初、平泳ぎの同一種目の大会連覇は日本人としては鶴田義行以来76年ぶりのことである。この時のインタビューでは、アテネオリンピックの金メダル獲得時のインタビューとは一転、緊張感・責任感から解き放たれたのか、涙をこらえきれず、絞り出すような声で「何も言えねえ」というコメントを残し、この年の新語・流行語大賞にノミネートされた。この言葉について、後のインタビューで、「このとき、お世話になった方々への感謝を口にしようとしていたが、こみ上げてくる思いで言葉が出なかった」という内容のコメントをしている。
- 8月14日同大会 男子200m平泳ぎ2分07秒64で金メダル（自ら前日の準決勝で打ち立てたオリンピック記録を更新するものである）。アテネに続く2冠に輝いた。オリンピックで2大会連続2種目制覇を成し遂げたのは日本人として史上初、平泳ぎで2大会連続2種目制覇を成し遂げたのは世界初である。
- 8月17日同大会 男子400mメドレーリレーで銅メダルを獲得。北島は第2泳者で登場し、57秒台に迫る58秒07のタイムで泳いだ。

### 2009年
- 11月20日1年3ヶ月ぶりの長水路大会となる第41回東京SCジュニア優秀選手招待公認記録会に出場。50m平泳ぎ28秒43で優勝、100m平泳ぎ1分01秒91で優勝、200m平泳ぎ2分14秒31で2位となった。この大会にはライバルのアレクサンドル・ダーレ・オーエンも出場した。

### 2010年
- 4月13日2年振りの参加となり、復帰戦となったJAPAN SWIM 2010の初日、男子50m平泳ぎ27秒30の日本記録で予選1位通過、決勝は2位。続く15日の男子200m平泳ぎは4位。最終日18日の最終種目となった男子100m平泳ぎは2位。
- 4月18日主要国際大会での復帰戦となった第11回パンパシフィック水泳選手権では男子100m平泳ぎ予選で今季世界最高記録となる59秒04で1位通過、決勝は59秒35で優勝。男子50m平泳ぎは27秒67で5位。男子200m平泳ぎは大会新記録&今季世界最高記録となる2分08秒36で優勝。男子400mメドレーリレーは3分33秒90で準優勝。

### 2011年
- 4月9日競泳国際大会代表選手選考会（東日本大震災復興支援チャリティー大会） 初日の男子100m平泳ぎは59秒44で優勝。最終日11日の男子200m平泳ぎは肉離れを起こしながらも2分09秒26で準優勝。棄権した50mを除く、100mと200mで世界水泳の代表権を手に入れる。
- 7月24日2大会ぶりの第14回世界水泳選手権競泳競技 25日の男子100m平泳ぎ1分00秒03で4位。続く29日の男子200m平泳ぎ2分08秒63で銀メダル。最終日31日の男子400mメドレーリレーで4位。

### 2012年

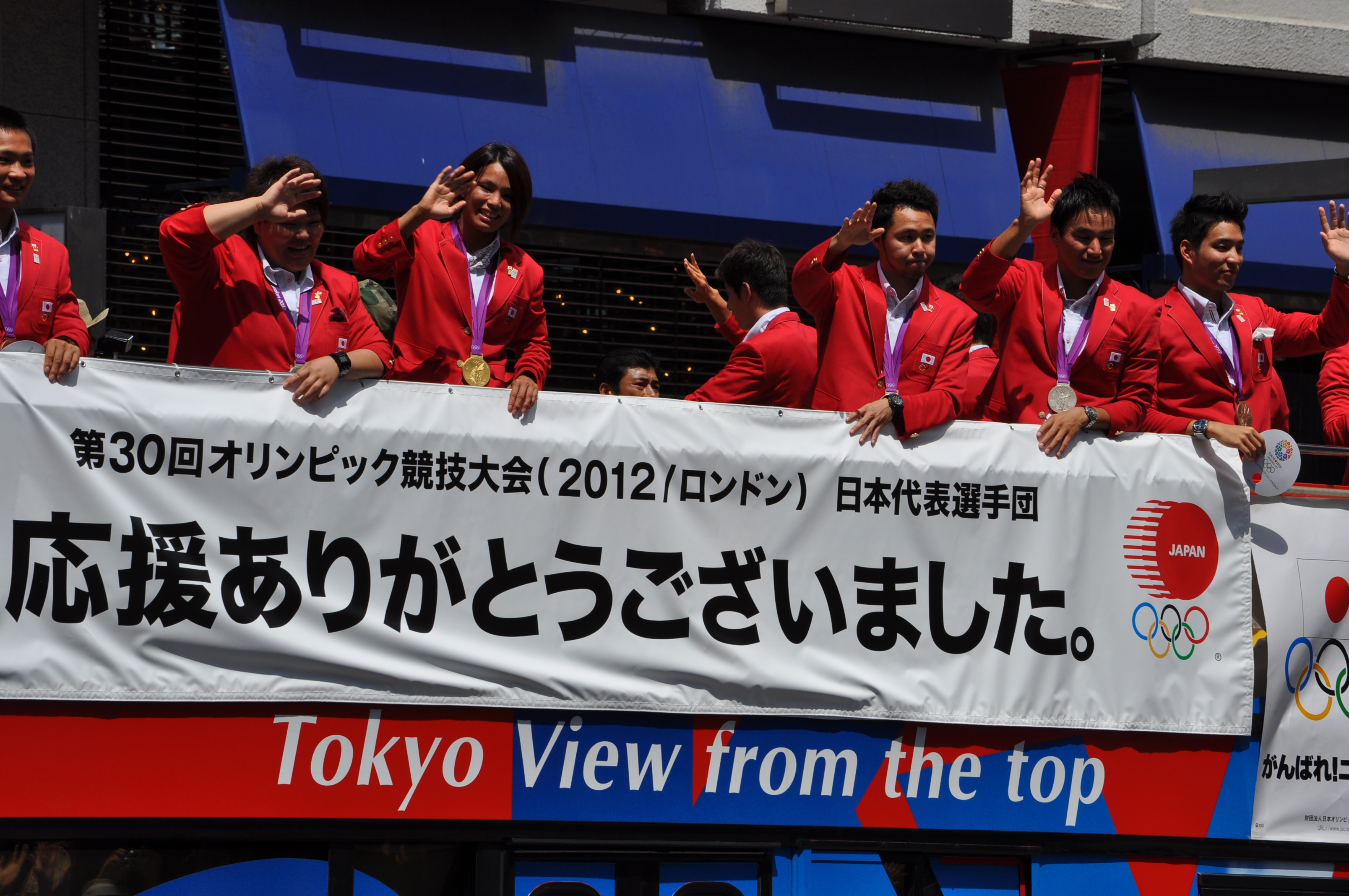
オリンピック凱旋パレード（2012年8月19日撮影）

- 4月3日JAPAN SWIM 2012 男子100m平泳ぎは58秒90の日本記録で優勝し、日本競泳史上初となる4大会連続オリンピック出場を果たす。続く6日の男子200m平泳ぎでも2分8秒00（高速水着禁止以降世界最速）で優勝し、日本競泳史上初となる平泳ぎ2種目での3大会連続オリンピック出場を果たす。
- 7月30日ロンドンオリンピック 男子100m平泳ぎで5位入賞。
- 8月2日同大会 男子200m平泳ぎで4位入賞。
- 8月4日同大会 男子400mメドレーリレーはアメリカとオーストラリアに割って入る初の銀メダルを獲得。北島は第2泳者として58秒64で泳ぎ、アメリカのブレンダン・ハンセンを抜き2位から1位へと押し上げる会心の泳ぎで有終の美を飾った[12]。この銀メダル獲得で日本競泳史上初のオリンピック3大会連続メダル獲得を果たす。また、メドレーリレーの3大会連続メダル獲得、銀メダル獲得、同一大会男女メダル獲得は日本競泳史上初である。このレースでの銀メダル獲得により北島はオリンピックのメダルを金・銀・銅すべての色を獲得したことになる。レース後のインタビューでバタフライの松田丈志が「（北島）康介さんには言ってなかったんですけど、3人で康介さんを手ぶらで帰らせるわけにはいかないぞと話していました」と長年日本競泳界を引っ張ってきた北島に対する後輩達の思いを語り、この年の新語・流行語大賞にノミネートされ、トップテンに選ばれた。

### 2013年
- 4月11日JAPAN SWIM 2013 男子100m平泳ぎは1分00秒78で200m平泳ぎ世界記録保持者山口観弘を破り優勝。
- 7月28日第15回世界水泳選手権競泳競技 29日の男子100m平泳ぎは59秒98で6位入賞。最終日8月4日の男子400mメドレーリレーは1位のアメリカが失格となり、繰り上げでフランスとオーストラリアに次ぐ銅メダル獲得。

### 2014年
- 日本選手権とジャパンオープンがこの年の主要国際大会の代表選考会をかねていたが、どちらの大会でも選考基準を満たすことができず代表権を獲得することができなかった。なお、北島が国内の主要国内大会で優勝できなかったのは（休養していた2009年を除くと）1999年以来のことである。2000年のシドニーオリンピック以来13年間にわたって日本のトップ選手であり続けたことを考えるといかに北島が長期にわたって前線で活躍しているかが覗える。この敗戦をうけて北島は引退する気はなく、2015年の日本選手権に向けて強化することを表明した。

### 2015年
- 世界選手権の代表選考会を兼ねた日本選手権では100m平泳ぎのみエントリー。0.14秒差で代表権獲得とはならなかった。

### 2016年
- 2016年4月5日に行われた日本選手権兼リオデジャネイロオリンピック代表選手選考会の男子100メートル平泳ぎで59秒93のタイムで2位に入ったが、日本水泳連盟が定めた派遣標準記録（59秒63）を突破できず、この種目での代表入りを逃す。続く8日の200メートル決勝で5位となり、5大会連続の五輪出場を逃した。レース後に北島は「（真剣勝負は）これが最後。この興奮を2度と味わうことはない」と語り、引退を表明した[8]。中学2年生の時から北島を指導してきた平井伯昌コーチは、レース終了後に「ずっと日本のトップで世界のトップで、誰もが憧れる選手になってくれた。速くて、強くて、人の面倒見もいい。（年齢的に）練習では１番苦しいはずなのに、１番楽しそうに練習をしてくれた。すごい選手になってくれた」と語り、教え子である北島をねぎらっている[13]。

## 自己ベスト
ここに掲載するのは、個人種目のみ。
| 泳法   | 距離 | 水路   | 記録      | 樹立年 | 大会名           | 会場               |
| ------ | ---- | ------ | --------- | ------ | ---------------- | ------------------ |
| 平泳ぎ | 50m  | 長水路 | 27秒30    | 2010年 | JAPAN SWIM 2010  | 東京辰巳国際水泳場 |
| 平泳ぎ | 100m | 長水路 | 58秒90    | 2012年 | JAPAN SWIM 2012  | 東京辰巳国際水泳場 |
| 平泳ぎ | 200m | 長水路 | 2分07秒51 | 2008年 | ジャパンオープン | 東京辰巳国際水泳場 |
| 平泳ぎ | 50m  | 短水路 | 26秒68    | 2011年 | JAPAN SWIM (25m) | 東京辰巳国際水泳場 |
| 平泳ぎ | 100m | 短水路 | 57秒34    | 2011年 | JAPAN SWIM (25m) | 東京辰巳国際水泳場 |
| 平泳ぎ | 200m | 短水路 | 2分02秒95 | 2011年 | JAPAN SWIM (25m) | 東京辰巳国際水泳場 |

## 受賞歴
- 2002年度JOCスポーツ賞最優秀賞
- 日本スポーツ賞グランプリ（2002年、2003年、2008年）
- 日本スポーツ賞オリンピック特別賞（2004年）
- 第21回新語・流行語大賞年間大賞（2004年）「チョー気持ちいい」
- 紫綬褒章（2003年褒章、2004年飾版、2008年[14]飾版）
- 2006年度JOCスポーツ賞特別功労賞
- バカラ・アスリーツ・オブ・ザ・イヤー（2008年）
- 第25回新語・流行語大賞ノミネート（2008年）「なんも言えねえ」
- GQ Men of the year 2012
- 第2回森光子奨励賞（2016年）[15]

## エピソード
- 実家は前述のように精肉店だが、名物のメンチカツは本人も大好物である。元々メンチカツは1970年代に製造販売を中止していたが、2003年の世界選手権での北島のインタビューで実家のメンチカツが好物だと言った途端に問い合わせが殺到したため復活した。アテネ五輪では2冠を獲得した直後の休日に、この名物メンチカツを買い求める客が殺到。2時間待ちの行列ができ、交通整理のために警察官が出動する騒ぎとなった。北京五輪で金メダルを獲得した際にも同様の現象が起きており、顧客にはこれを買うために遠方から駆けつける人もおり、最大時50人並びで全長20メートルの行列になるほどの大反響であった。しかし、2023年1月にコロナウイルスの流行などで客足が途切れるようになり、閉店することが決まる[16]。
- 北京オリンピック閉会式の日本選手団の旗手（英語版）を務めた。ちなみに北京五輪日本選手団の主将の打診もあったが、競泳競技のスケジュールが過密なため、コーチスタッフと相談した結果、辞退した。
- 北京五輪時の中国メディアには大々的に報じられ、「蛙王」の愛称で呼び称えられた[17]。
- 2008年10月13日（月）の“体育の日”にちなみ、オリコンが「好きなスポーツ選手」についてアンケート調査を実施したところ、男性部門1位に選ばれた[18]。
- 2008年に行われたアスリートの総合的なイメージを測定する「アスリートイメージ評価調査」では、｢2008年に最も活躍した｣アスリート1位、｢2008年に最も注目度が増した｣アスリート2位、、イメージ総合ランキング1位に選ばれた[19]。
- 愛読していてファンであると公言する漫画『ONE PIECE』の記念すべき10作目の劇場版『ONE PIECE FILM STRONG WORLD』に声優として出演し、水泳繋がりで魚人役を担当した。本作は、興行収入48億円を記録する大ヒットとなった。
- 国際水泳連盟発行の雑誌で発表された202の国と地域の水泳連盟と専門家による投票で選んだ「2000年代最優秀選手ランキング」において、平泳ぎでオリンピック2大会連続2冠を果たし、世界選手権（世界水泳と世界短水路選手権）では合計3個（2007年のみ開催された世界競泳を含めると6個）の金メダルを獲得している北島康介は、自由形中距離とフリーリレーでオリンピックの金メダル5個と世界選手権（世界水泳と世界短水路選手権）の金メダル13個を獲得したイアン・ソープ、自由形短距離でオリンピックの金メダル3個を獲得したピーター・ファン・デン・ホーヘンバンドに並ぶ第3位に選ばれた。ちなみに1位は、自由形、バタフライ、個人メドレー、リレー種目でオリンピック歴代最多となる合計14冠（北京五輪終了時）を達成しているマイケル・フェルプス、2位は、自由形長距離とフリーリレーでオリンピックの金メダル3個と世界選手権（世界水泳と世界短水路選手権）の金メダル17個（2007年のみ開催された世界競泳を含めると18個）を獲得したグラント・ハケットとなっている[20]。
- 2012年に『news every.』が調査した「印象に残る夏季オリンピックの名場面」では、1位に「北京オリンピックでの平泳ぎ2冠」、4位に「アテネオリンピックでの平泳ぎ2冠」がランクインした[21]。
- 2012年にオリコンが調査した「思い出に残る五輪'名言・名場面'ランキング」では、1位に「アテネ五輪 競泳男子100m&200m平泳ぎ・北島康介選手の金メダル」、3位に「北京五輪 競泳男子100m&200m平泳ぎ・北島康介選手の2連覇」がランクインした。同じく競泳からは、4位に「バルセロナ五輪 競泳女子200m平泳ぎ・岩崎恭子選手の金メダル」、10位に「ソウル五輪 競泳男子100m背泳ぎ・鈴木大地選手の金メダル」がランクインした[22]。
- 2012年に「Nifty何でも調査団」が調査した「過去の夏季五輪で記憶に残っている日本人選手ランキング」では、高橋尚子に並ぶ1位に選ばれた。同じく競泳からは、3位に岩崎恭子、10位に鈴木大地、12位に前畑秀子が選ばれている[23]。
- ロンドンオリンピック開催期間中、ロンドンの地下鉄全361駅の駅名が、熱い議論の末に選ばれたウサイン・ボルトやマイケル・フェルプスなどの世界最高の歴代メダリストの名前に変更された。日本人選手からは競泳から北島康介、柔道から岡野功、山下泰裕、野村忠宏、内柴正人、田村亮子、レスリングから渡辺長武が選ばれた。中でも北島は、日本人選手としては唯一中央部にある駅名（セントラル線のチャンスリー・レーン駅）に選ばれている[24]。
- 2016年リオデジャネイロオリンピックの閉会式において行われた次回東京オリンピックの引継ぎ式では、安倍晋三首相とともに日本を代表する世界的なスポーツ選手として映像及び会場に登場した[25]。
- 2018年にゴルフのザ・レジェンド・チャリティプロアマトーナメントの著名人の部で優勝し[26]、「他の競技で優勝できて幸せです。」と述べた[27]。
- 2008年より東京辰巳国際水泳場で開かれている東京都選手権水泳競技大会に2015年大会から「北島康介杯」が付けられている[28]

## 着用水着の変遷
北島は「SPEEDO」の水着を好んでいたが、所属していた東京スイミングセンターが「arena」ブランドの日本国内でのライセンシー（実施権者）であるデサントと親しかったため、個人の広告活動の解禁まで「arena」製の水着を使用していた。アテネ五輪の年から「SPEEDO」の水着を使用したが、そのライセンシーだったミズノが独自水着の販売に踏み切ると、ミズノとの契約を続けた。2008年、三井物産とゴールドウインが日本ライセンシーとなった「SPEEDO」が新型水着「レーザー・レーサー」を発表し、中村礼子（アシックスと契約）は新型水着を試したが、北島はミズノ製の水着を着用し続けた。
また、2008年5月18日に、東京辰巳国際水泳場で行われた競泳早慶戦にオープン参加したとき、北島は日本選手権用の旧タイプ水着を着用した。試合後のインタビュー会見を開いた。そのときに、例の「SPEEDO」新型水着に関して質問が集中するなどメディアが騒ぎ立てる水着問題に対して、北島は「正直言って、うっとい（うっとうしい）ですね。もっと違ったカタチで水泳に注目してほしい」と訴えた。
2008年6月、「ジャパン・オープン」では、英語で「I AM THE SWIMMER」、中国語で「是我在遊泳」と書かれたTシャツでプールサイドに現れ、水着騒動に「泳ぐのは僕だ」と主張して一石を投じた。この大会では、途中までミズノ製の改良型水着でタイムが伸びなかったが、レーザーレーサーを着用して世界記録を更新した。6月11日、公式サイトで「北京オリンピックではSPEEDOの水着を着用しようと思います」と表明した。
なお2012年に入り、かつて通ったスイミングクラブ経由での契約関係にあった「arena」陣営に今度は自らの意思で再移籍し、ロンドンオリンピックを含む2年契約を結んだ。柴田亜衣がデサントを退社し、同社がこれに代わる広告塔を求めていたこと、ミズノが経費削減の一環として日本人では社員である寺川綾を前面に押し出す戦略をとったことなどが影響した。

## 出演

### テレビ番組
- 第70回NHK紅白歌合戦（2019年12月31日、NHK総合・ラジオ第1） - 企画・応援ゲスト
- 2020年東京オリンピック（2021年、NHK総合・BS1） - ナビゲーター

### CM
- 「arena」水着宣伝（デサント、2001年 - 2003年及び2012年 - ）
- 「SPEEDO」水着宣伝（2004年 - 2007年5月）※2007年5月までミズノのライセンス商品（現在はゴールドウイン）。
- 「ミズノスイム」水着宣伝（ミズノ、2007年6月 - 2011年）
- 第43回衆議院議員総選挙投票啓発（総務省ほか、木村佳乃と共演。2003年）
- レオパレス21（企業CM）
- アミノバイタル（味の素）
- キシリトール（ロッテ）
- アクエリアス（コカ・コーラ）
- クォーターパウンダー（マクドナルド）
- ヤマト運輸（企業CM、2009年 - 2010年）
- スイフト（スズキ、2011年 - 2012年）
- 「ジャワカレー」（ハウス食品、妻・千紗と共演、2015年6月 - ）

### 声優
- ONE PIECE FILM STRONG WORLD（2009年）海賊キタジマ 役

### テレビドラマ
- いだてん〜東京オリムピック噺〜（2019年、NHK総合 大河ドラマ） - 古橋廣之進 役[30]

## ギャラリー

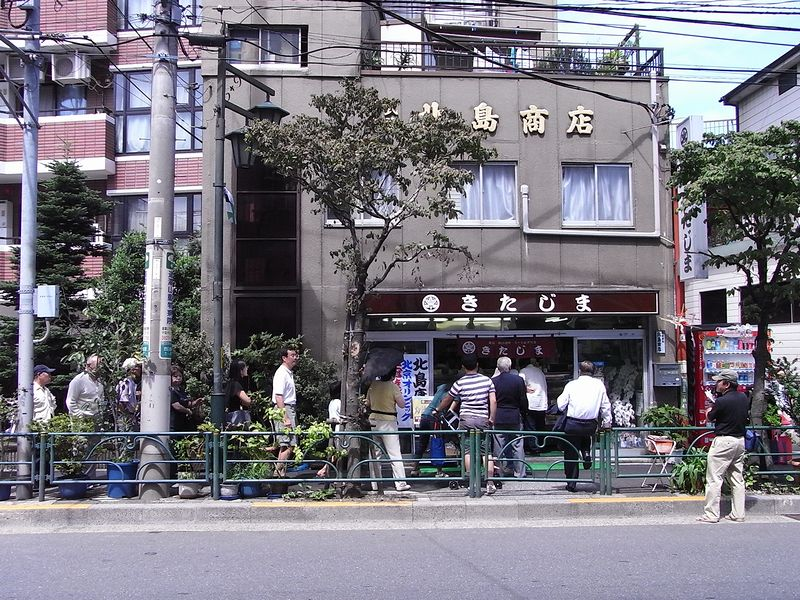
北島商店（2008年8月27日撮影）
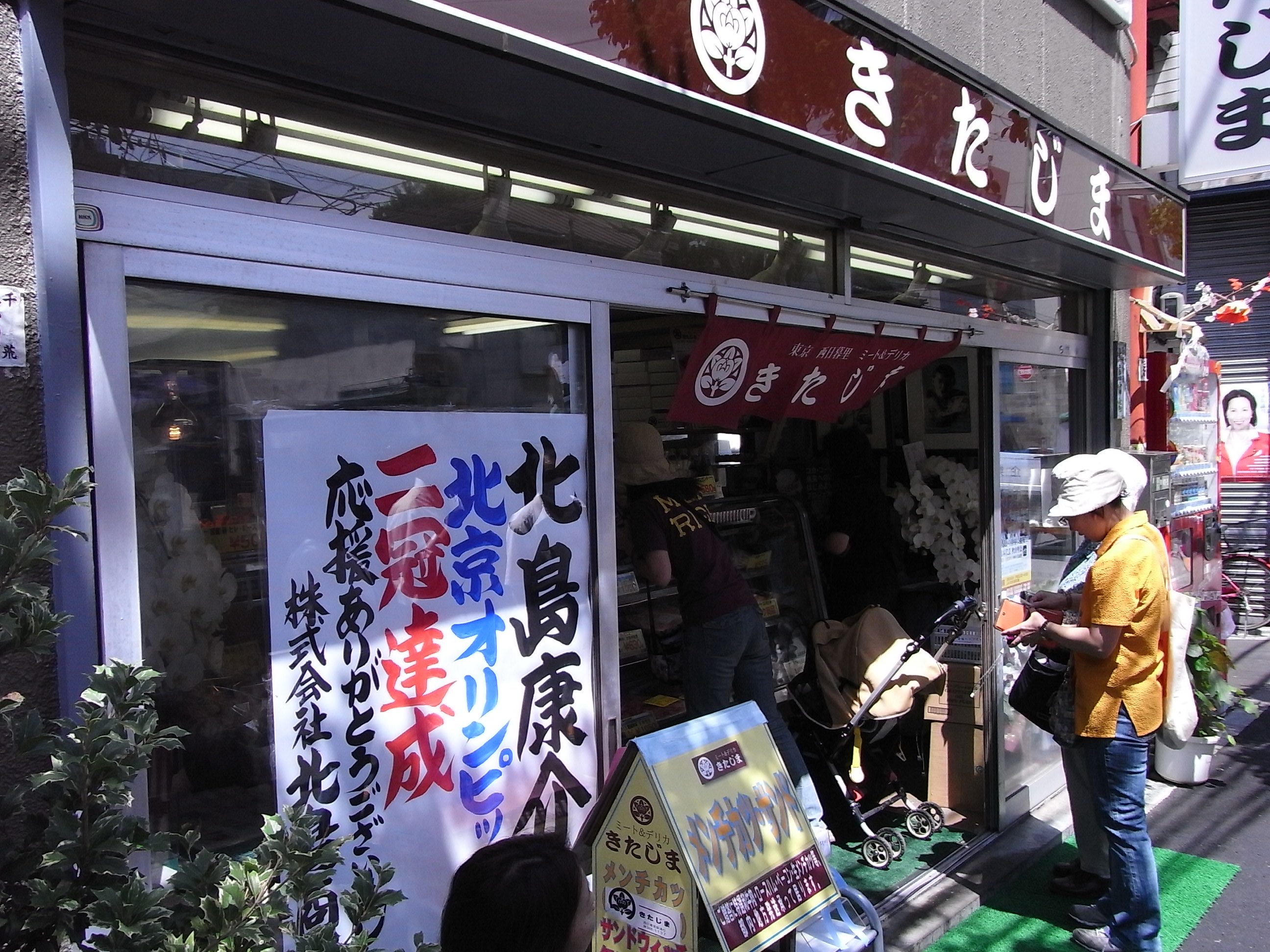
北島商店（2008年8月27日撮影）
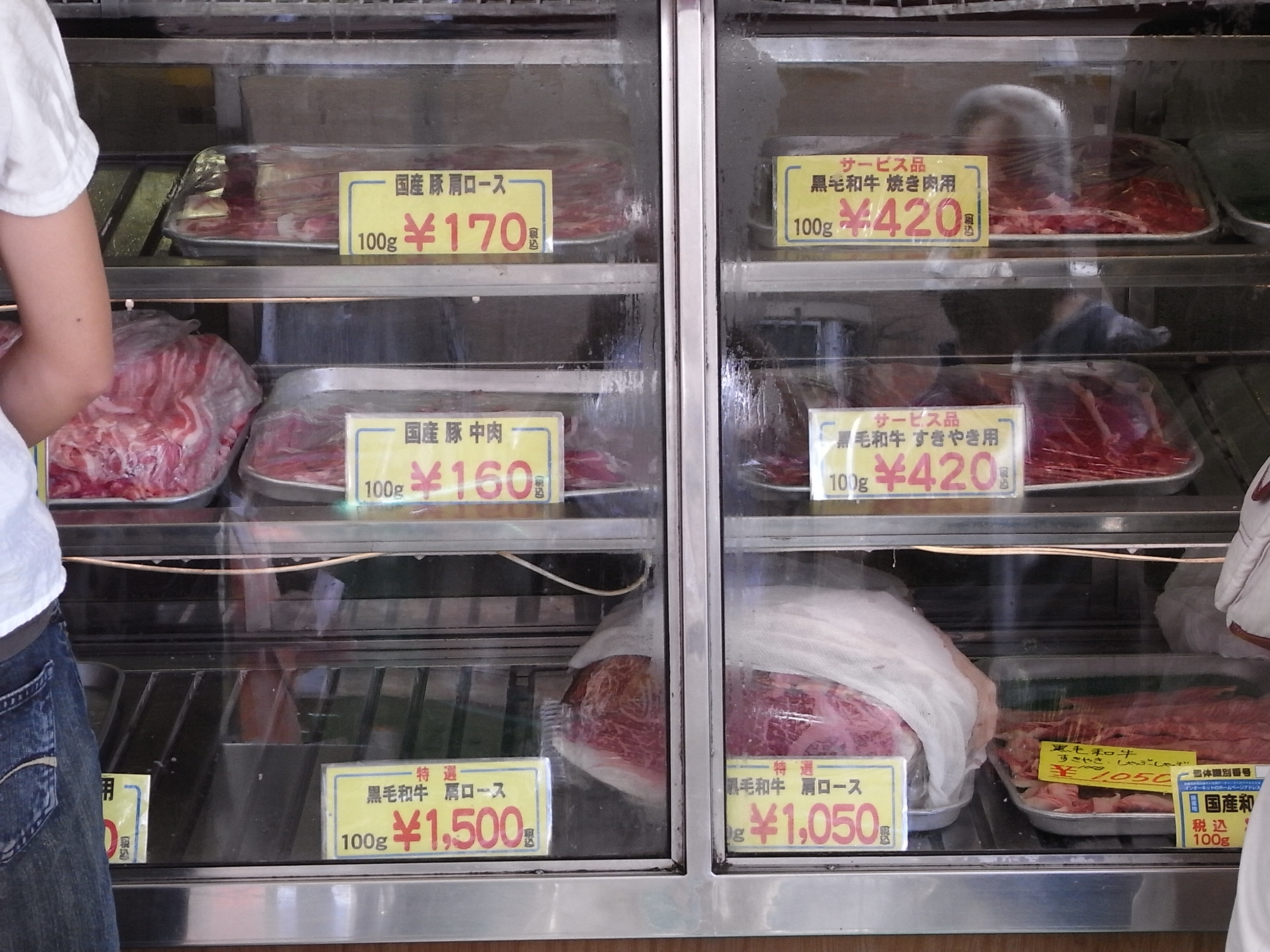
ショウケース（2008年8月27日撮影）
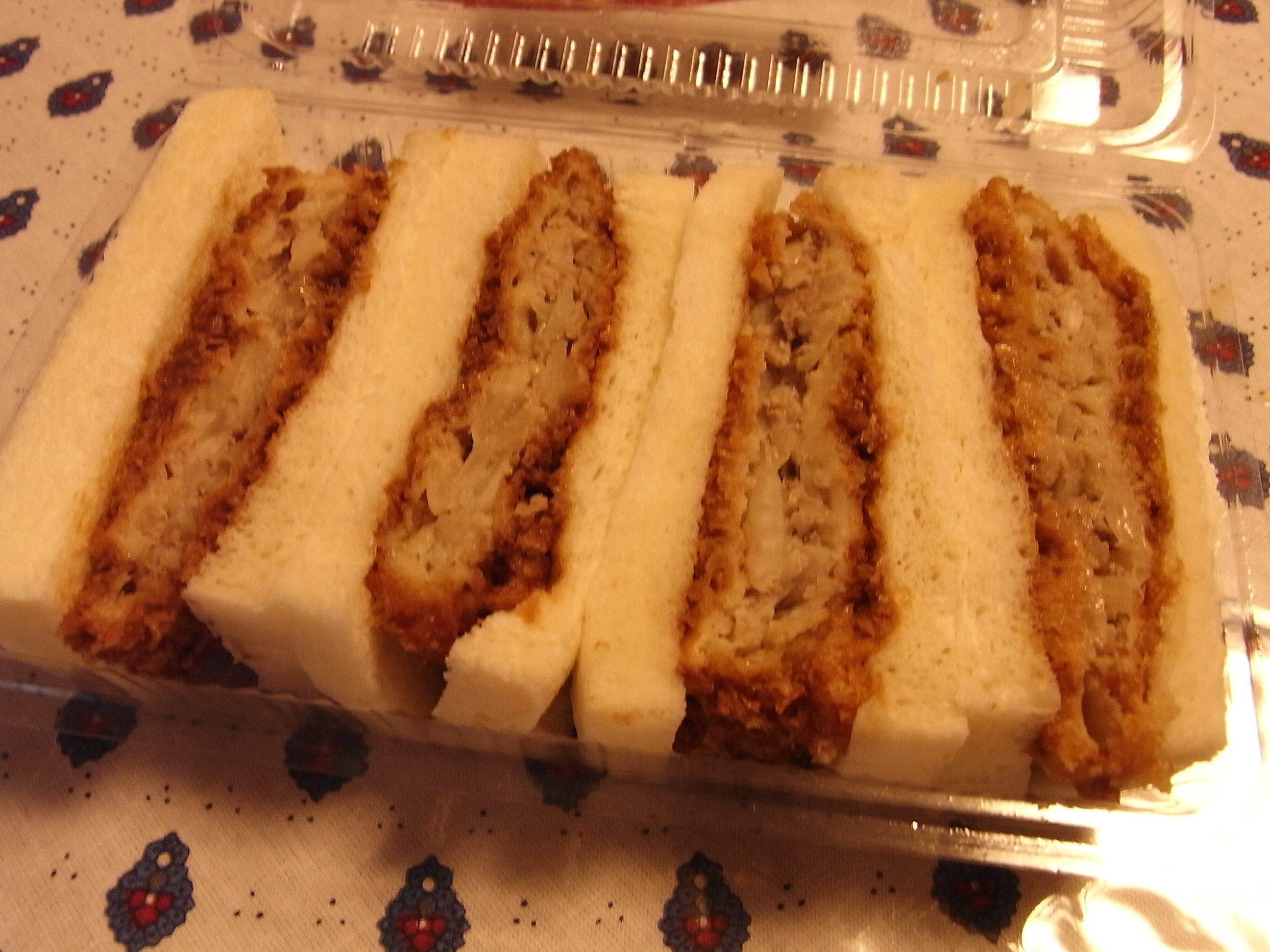
メンチカツサンド（2008年8月27日撮影）
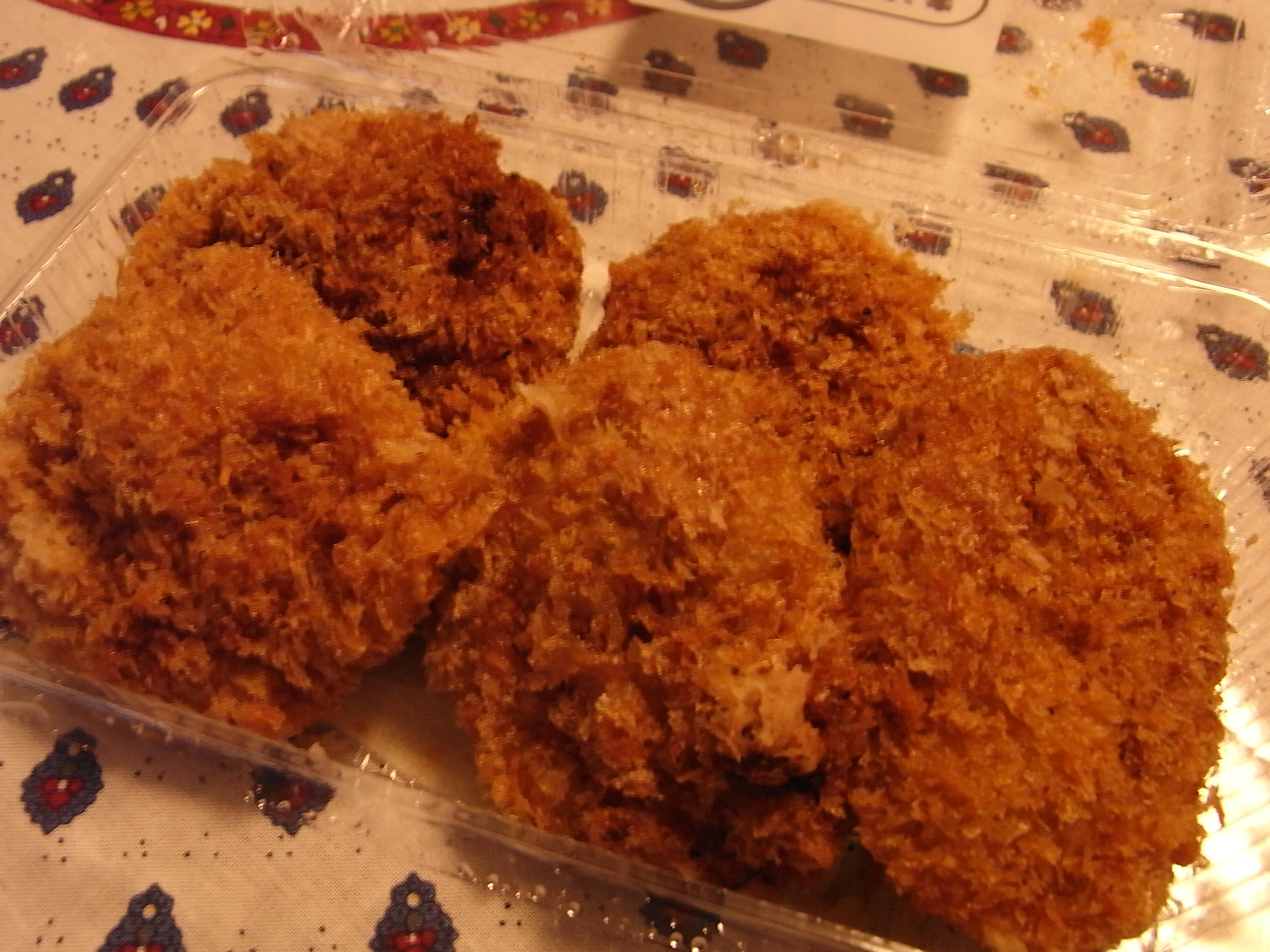
メンチカツ（2008年8月27日撮影）